# Chilur, Honnali
Chilur là một làng thuộc tehsil Honnali, huyện Davanagere, bang Karnataka, Ấn Độ.